# Fritz Bicknese
Fritz Hubert Ernst Bicknese (Rotterdam, 19 januari 1888 - Breda, 14 juli 1944) was een Nederlands medicus en oorlogsslachtoffer.
Bicknese werd geboren binnen het gezin van muzikant Friedrich Bicknese en Maria Joanna Hubertina Beers. Hij haalde in Rotterdam in 1909 zijn diploma apothekersassistent. In 1911 rondde hij een studie af in Groningen. In 1912 werd hij bij koninklijk besluit benoemd tot militair apotheker 2e klasse voor het Koninklijk Nederlandsch-Indisch Leger. Op 3 januari 1916 huwde hij in Medan, Nederlands-Indië met Geertruida Henriëtte Radersma.. In 1920 werd hij benoemd tot scheikundig laborant in Weltevreden en in 1926 tot dirigerend apotheker bij de Militair Geneeskundige Dienst. Hij ging in 1931 met pensioen. Hij ging werken bij Apotheek Heidema, die in een monumentaal gebouw aan de Wilhelminastraat 2 hoek Boeimeersingel in Breda gevestigd was.  
Op 14 juli 1944 werd hij in zijn apotheek vermoord door Heinrich Boere en consorten. Hij werd door pistoolschoten om het leven gebracht in verband met anti-Duitse sympathieën, een gezin met twaalf kinderen achterlatend.